# Agustinos de la Asunción
La Congregación de los Agustinos de la Asunción (en latín: Congregatio Augustinianorum ab Assumptione), cuyos miembros son conocidos como Asuncionistas o Agustinos de la Asunción, es una congregación religiosa clerical de derecho pontificio, fundada en 1845 por el Padre Emmanuel d'Alzon, en Nîmes (Francia). Está presente en 30 países de los cinco continentes. Los religiosos de este instituto posponen a sus nombres las siglas A.A.

## Historia

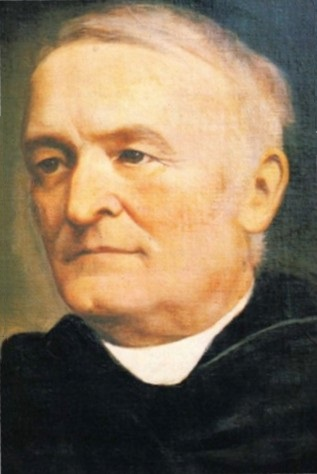
Emmanuel d'Alzon (1810-1880), fundador de la Congregación de los Agustinos Asuncionistas.

### Origen
Emmanuel d'Alzon, siendo vicario general de la diócesis de Nîmes, obtuvo la propiedad del colegio de la Asunción de dicha diócesis, que había sido fundado por Alexandre Vermot en 1838. En la capilla del mismo dio inicio a una asociación de sacerdotes y laicos dedicados a la enseñanza (25 de diciembre de 1845), con el fin de restaurar la educación católica. La sociedad fue bendecida por Pío IX el 21 de mayo de 1847.
El 25 de diciembre de 1850, los primeros cinco miembros de la Asociación, incluido d'Alzon, emitieron sus primeros votos religiosos y la Navidad del año siguiente, hicieron su profesión perpetua, convirtiéndose así en una congregación religiosa. El ideal del fundador era formar un Instituto al estilo de las Órdenes religiosas, constituido los religiosos (Primera Orden), por una rama monacal femenina (Segunda Orden) y una laical (Tercera Orden), pero no le fue posible.
La Regla de vida conferida a la nueva congregación, fue la de San Agustín, de la que toma el nombre de Agustinos. Por ser fundada en el colegio de la Asunción de María de Nîmes, el nombre completo del Instituto es desde el principio Agustinos de la Asunción.
Junto con la enseñanza, los asuncionistas, añadieron a sus actividades la predicación de retiros espirituales y a otras obras de caridad. Además, se dedicaron a la publicación y la difusión de la estampa católica, con la fundación de la casa editorial œuvres de la Bonne Presse (1873), el diario La Croix (1880), de gran influencia en los sectores católicos franceses, y la revista Le Pèlerin (1872), la cual, terminó convirtiéndose en un publicación popular con más de cien mil ejemplares semanales. Estas publicaciones influyeron en muchos diarios y revistas católicos de Europa, conocidos con el nombre de «Buena Prensa», en el marco de los siglos XVIII y XIX.

### Aprobación y expansión

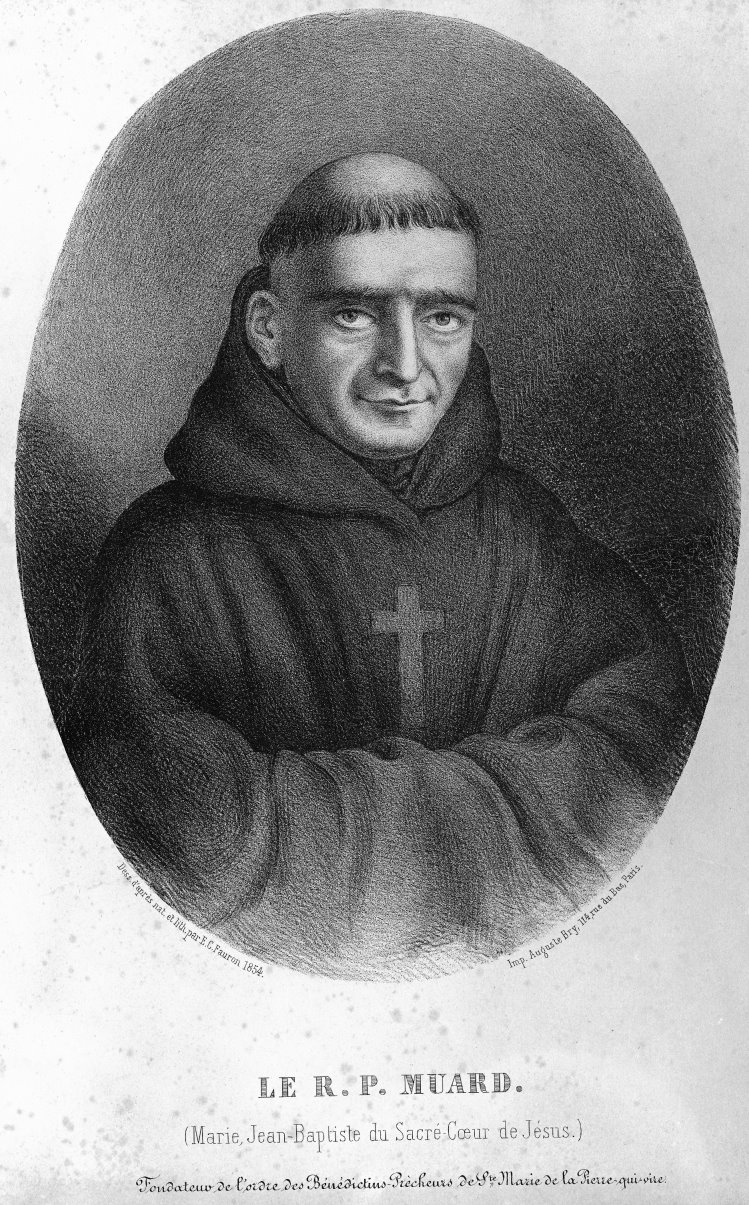
Jean-Baptiste Muard (1809-1854), fundador de la Sociedad de San Edmundo. La rama inglesa de esta congregación se unió a los Agustinos de la Asunción en 1925.

La Congregación recibió una primera aprobación, con el decreto de lode del 1 de enero de 1857 y la definitiva, el 26 de noviembre de 1864. Sus constituciones fueron aprobadas por la Santa Sede el 30 de enero de 1923.
Luego de la fundación de los religiosos, Emmanuel d'Alzon colaboró con Anne-Eugénie Milleret de Brou en la fundación de las «Religiosas de la Asunción». El mismo dio inicio a la obra de las «Oblatas Asuncionistas» en Le Vigan en 1871. Otras congregaciones nacidas después, bebieron del carisma de d'Alzon.
En 1925, a la Congregación de los Agustinos Asuncionistas, se adhirió la rama inglesa de la Sociedad de San Edmundo, fundada en 1843 por Jean-Baptiste Muard. Esta última, fuera de Inglaterra se mantuvo independiente.
Los Asuncionistas fueron los promotores de los Congresos Católicos de 1930 y 1954. Además, fundaron en París el Centro de Estudios Agustinos.
En conformidad con las decisiones del Concilio Vaticano II, fueron redactadas nuevas constituciones en el Capítulo General celebrado en Roma en 1969.

### Superiores generales
Desde su fundación hasta hoy (2020) los religiosos asuncionistas ha sido gobernados por doce superiores generales, el primero de los cuales fue el fundador de la congregación:
- Emmanuel d'Alzon (1845-1880)
- François Picard (1880-1903)
- Emmanuel Bailly (1903-1917)
- Joseph Maubon, vicario general (1917-1923)
- Gervais Quenard (1923-1952)
- Wilfrid Dufault (1952-1969)
- Paul Charpentier (1969-1975)
- Hervé Stéphan (1975-1987)
- Claude Maréchal (1987-1999)
- Richard Lamoureux (1999-2011)
- Benoît Grière (2011-2024)
- Ngoa Ya Tshihemba (2024-     )

## Espiritualidad
Según las Constituciones del Instituto, la espiritualidad asuncionista, heredada de su fundador, se caracteriza por: la centralidad de Jesucristo, Verbo Encarnado; el amor a la Iglesia, traducido en labor de evangelización y de promoción humana; el espíritu agustiniano (vida común, fraternidad y corresponsabilidad); la tríada ‘oración (con una nota mariana) - comunidad - misión’; y la estima de los valores humanos (franqueza, sencillez, cordialidad etc.).

## Actividades y presencia
La congregación tiene como objetivo apostólico la implantación y extensión del Reino de Dios (su lema es Adveniat Regnum Tuum - ART «Venga tu Reino»), y la promoción de toda persona, en fidelidad a las grandes orientaciones de la Iglesia y colaborando con las iglesias locales. Para llevar a cabo este objetivo, la congregación desarrolla múltiples actividades, entre ellas:
- enseñanza, a todos los niveles, e investigación teológica,
- ministerio parroquial,
- prensa (editora internacional Bayard, diario La Croix en Francia, etc.),
- misiones en el tercer mundo y en el Oriente Ortodoxo con especial énfasis en el Ecumenismo,
- obras de promoción humana y social de los más desfavorecidos (desde la actividad parroquial y misionera o en obras específicamente sociales),
- obras de juventud y fomento de vocaciones religiosas y sacerdotales,
- peregrinaciones (entendidas como testimonio y afirmación pública de la fe).

En 2011, los asuncionistas eran unos 879 religiosos, repartidos en 120 casas, presentes en Alemania, Argentina, Bélgica, Brasil, Canadá, Chile, Colombia, Congo, Corea del Sur, Ecuador, España, Estados Unidos, Filipinas, Francia, Grecia, Israel, Italia, Kenia, Madagascar, México, Países Bajos, Reino Unido, Rumania, Rusia, Tanzania, Togo, Turquía y Vietnam. La casa general se encuentra en Roma y su actual superior general es el religioso francés Benoît Grière.

## Familia Asuncionista
Con el concepto de Familia Asuncionista se conoce a la unión espiritual y carismática de todos los Institutos y fraternidades fundadas por Emmanuel d'Alzon o que beben de su carisma. A ella pertenecen, además de los Agustinos de la Asunción, las siguientes congregaciones:
- Religiosas de la Asunción, fundadas por Anne-Eugénie Milleret de Brou para la enseñanza y a la formación de la juventud.
- Oblatas de la Asunción, fundadas por el mismo d'Alzon en 1871 y hermanadas con los religiosos en la misión;[9]
- Hermanitas de la Asunción, fundadas por el Padre Pernet, sacerdote asuncionista, para el servicio de la promoción de la familia obrera;
- Orantes de la Asunción, la rama contemplativa de la Asunción;
- Laicos de la Asunción, hombres y mujeres, cercanos a las comunidades de estas congregaciones, que comparten su espiritualidad y participan en su misión.

## Asuncionistas ilustres
- Emmanuel d'Alzon (1810-1880), venerable, fundador de la congregación.
- María Eugenia de Jesús, santa, fundadora de las Religiosas de la Asunción, beatificada en 1975 Pablo VI y canonizada en 2007 por Benedicto XVI.[10]
- Étienne Pernet (1824-1899), venerable, religioso de la congregación y cofundador de las Hermanitas de la Asunción. Fue declarado venerable por Juan Pablo II en 1983.[11]
- Kamen Vitchev (1893-1952), beato, quien junto a sus compañeros Paolo Džidžov (1919-1952 y Josafat Šiškov (1884-1952), fue asesinado durante el régimen ateo en Bulgaria. Los tres fueron beatificados por el papa Juan Pablo II en 2006.[12]

### Obras consultadas
- AP (2011). Annuario Pontificio. Città del Vaticano: Libreria Editrice Vaticana. ISBN 978-88-209-8522-6.
- Frerrier, Francis (1996). ¿Qué se? San Agustín. México D.F.: Publicaciones cruz O., SA. ISBN 968-20-0220-6.
- Ruíz Sánchez, José-Leonardo (2002). Prensa y propaganda católica (1832-1965). Sevilla: Universidad de Sevilla. ISBN 84-472-0707-2.
- Schwaiger, Georg (1998). «Asuncionistas». La vida religiosa de la A a la Z. Madrid: San Pablo. ISBN 84-285-2033-X.
- Touveneraud, P. (1974). «Agostiniani della'Assunzione».  En Guerrino, Pelliccia; Rocca, Giancarlo, eds. Dizionario degli Istituti di Perfezzione (en italiano) I. Roma: Edizione Paoline. p. 382-387.

### Otras obras
- Pequeño manual de historia de la Asunción, por Jean-Paul Perrier-Muzet, a.a. Agustinos de la Asunción, Casa Generalicia. Roma, 2007
- Los orígenes de la familia de la Asunción, Religiosas de la Asunción, Madrid 2009

- Datos: Q745449
- Multimedia: Assumptionists / Q745449